# Collix purpurilita
Collix purpurilita là một loài bướm đêm trong họ Geometridae.